# Крокер, Диллард
Джеймс Диллард Крокер (англ. James Dillard Crocker; 19 января 1925, Коффи, штат Теннесси, США — 1 сентября 2014, Найлс, штат Мичиган, США) — американский профессиональный баскетболист. Чемпион НБЛ в сезоне 1948/1949 годов.

## Ранние годы
Диллард Крокер родился 19 января 1925 года в округе Коффи (штат Теннесси), а затем переехал в город Найлс (штат Мичиган), где учился в одноимённой школе, в которой играл за местную баскетбольную команду.

## Студенческая карьера
В 1948 году окончил Университет Западного Мичигана, где в течение трёх лет играл за баскетбольную команду «Вестерн Мичиган Бронкос», выступавшую в то время первые два года в конференции Independent, а последний — в конференции Mid-American. При Крокере «Бронкос» ни разу не выигрывали ни регулярный чемпионат, ни турнир этих конференций, а также ни разу не выходили в плей-офф студенческого чемпионата США.

## Профессиональная карьера
Играл на позиции тяжёлого форварда, лёгкого форварда и атакующего защитника. В 1948 году Диллард Крокер заключил соглашение с командой «Форт-Уэйн Пистонс», выступавшей в Баскетбольной ассоциации Америки (БАА). Позже выступал за команды «Детройт Вагабонд Кингз» (НБЛ) «Андерсон Даффи Пэкерс» (НБЛ и НПБЛ), «Денвер Наггетс» (НБА), «Денвер Рефинерс» (НПБЛ), «Индианаполис Олимпианс» (НБА) и «Милуоки Хокс» (НБА). Всего в НБА провёл 3 сезона, в НБЛ и НПБЛ — по одному сезону, а в БАА — всего две игры. В сезоне 1948/1949 годов Крокер, будучи одноклубником Ральфа Джонсона, Фрэнка Брайана, Билла Клосса, Джона Харгиса и Хоуи Шульца, выиграл чемпионский титул в составе «Андерсон Даффи Пэкерс». Всего за карьеру в НБЛ Диллард сыграл 51 игру, в которых набрал 297 очков (в среднем 5,8 за игру). Всего за карьеру в БАА / НБА Крокер сыграл 154 игры, в которых набрал 1352 очка (в среднем 8,8 за игру), сделал 215 подборов и 205 передач.

## Смерть
Диллард Крокер скончался в понедельник, 1 сентября 2014 года, на 90-м году жизни в городе Найлс (штат Мичиган).

## Статистика

### Статистика в НБА
| Сезон                                                                                    | Команда                | Регулярный сезон | Регулярный сезон | Регулярный сезон | Регулярный сезон | Регулярный сезон | Регулярный сезон | Регулярный сезон | Регулярный сезон | Регулярный сезон | Регулярный сезон | Регулярный сезон | Серия плей-офф | Серия плей-офф | Серия плей-офф | Серия плей-офф | Серия плей-офф | Серия плей-офф | Серия плей-офф | Серия плей-офф | Серия плей-офф | Серия плей-офф | Серия плей-офф |
| Сезон                                                                                    | Команда                | GP               | GS               | MPG              | FG%              | 3P%              | FT%              | RPG              | APG              | SPG              | BPG              | PPG              | GP             | GS             | MPG            | FG%            | 3P%            | FT%            | RPG            | APG            | SPG            | BPG            | PPG            |
| ---------------------------------------------------------------------------------------- | ---------------------- | ---------------- | ---------------- | ---------------- | ---------------- | ---------------- | ---------------- | ---------------- | ---------------- | ---------------- | ---------------- | ---------------- | -------------- | -------------- | -------------- | -------------- | -------------- | -------------- | -------------- | -------------- | -------------- | -------------- | -------------- |
| 1948/49                                                                                  | Форт-Уэйн              | 2                |                  |                  | 25,0             |                  | 66,7             |                  | 0,0              |                  |                  | 3,0              | Не участвовал  | Не участвовал  | Не участвовал  | Не участвовал  | Не участвовал  | Не участвовал  | Не участвовал  | Не участвовал  | Не участвовал  | Не участвовал  | Не участвовал  |
| 1949/50                                                                                  | Денвер                 | 53               |                  |                  | 29,2             |                  | 73,5             |                  | 1,6              |                  |                  | 13,6             | Не участвовал  | Не участвовал  | Не участвовал  | Не участвовал  | Не участвовал  | Не участвовал  | Не участвовал  | Не участвовал  | Не участвовал  | Не участвовал  | Не участвовал  |
| 1951/52                                                                                  | Индианаполис Олимпианс | 6                |                  | 3,8              | 40,0             |                  | 83,3             | 0,5              | 0,0              |                  |                  | 1,5              | Не участвовал  | Не участвовал  | Не участвовал  | Не участвовал  | Не участвовал  | Не участвовал  | Не участвовал  | Не участвовал  | Не участвовал  | Не участвовал  | Не участвовал  |
| 1951/52                                                                                  | Милуоки Хокс           | 32               |                  | 23,8             | 35,0             |                  | 66,2             | 3,4              | 1,8              |                  |                  | 8,9              | Не участвовал  | Не участвовал  | Не участвовал  | Не участвовал  | Не участвовал  | Не участвовал  | Не участвовал  | Не участвовал  | Не участвовал  | Не участвовал  | Не участвовал  |
| 1952/53                                                                                  | Милуоки Хокс           | 61               |                  | 12,7             | 35,2             |                  | 68,8             | 1,7              | 1,0              |                  |                  | 5,4              | Не участвовал  | Не участвовал  | Не участвовал  | Не участвовал  | Не участвовал  | Не участвовал  | Не участвовал  | Не участвовал  | Не участвовал  | Не участвовал  | Не участвовал  |
|                                                                                          | Всего                  | 154              |                  | 15,7             | 31,6             |                  | 70,6             | 2,2              | 1,3              |                  |                  | 8,8              | Не участвовал  | Не участвовал  | Не участвовал  | Не участвовал  | Не участвовал  | Не участвовал  | Не участвовал  | Не участвовал  | Не участвовал  | Не участвовал  | Не участвовал  |
| Наведите курсор мыши на аббревиатуры в заголовке таблицы, чтобы прочесть их расшифровку. |                        |                  |                  |                  |                  |                  |                  |                  |                  |                  |                  |                  |                |                |                |                |                |                |                |                |                |                |                |